# Mbaru
Mbaru è una circoscrizione rurale (rural ward) della Tanzania situata nel distretto di Lushoto, regione di Tanga. Conta una popolazione di 8 523 abitanti (censimento 2022).